# 组合结构图
组合结构图（Composite structure diagram）是UML的一种结构图。“结构”是指元素之间的相互连接，实例通过通信连接合作以实现某目的。
组合结构图的结点元素有：部件、端口、合作、合作使用；连接元素有：连接件、角色绑定。

## 主要元素说明

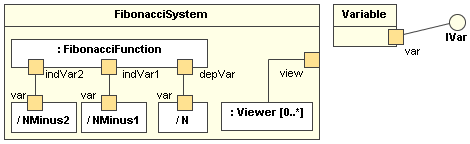
组合结构图

- 部件：一个实例，是组合结构图的基本组成元素。部件可以包含子部件，当所包含的子部件都被摧毁时，部件也将不复存在。

- 端口：端口是部件与其外部环境或子部件之间的交互点。

- 连接件：允许两个或更多个实例之间进行通信的连接。连接件可以简单到是指针，也可以复杂到是网络连接。与关联不同，关联指定的是实例所属类之间的关系，而连接件仅仅是实例之间的关系。